# Тропомиозин

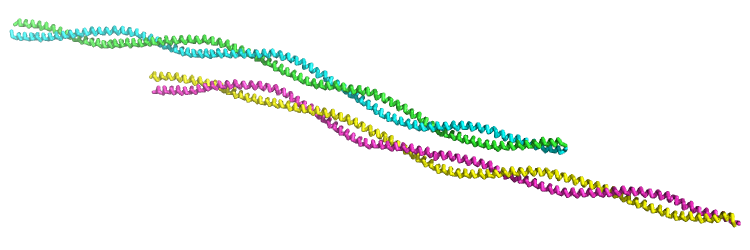
Цепь тропомиозина

Тропомиозин — фибриллярный белок (70 кДа), состоящий из двух перевитых α-спиралей. Тропомиозин связывается в единый комплекс с F-актином в области изгиба молекулы, обеспечивая его стабильность. По длине тропомиозин равен 7 субъединицам G-актина, при этом контактирует только с одной из нитевидных структур F-актина. Кроме этого, тропомиозин совместно с тропонином участвует в регуляции взаимодействия актина с миозином.